# Alionycteris paucidentata
Il pipistrello della frutta pigmeo di Mindanao (Alionycteris paucidentata Kock, 1969) è un pipistrello appartenente alla famiglia degli Pteropodidi, unica specie del genere Alionycteris (Kock, 1969), endemico dell'isola di Mindanao, nelle Filippine.

## Descrizione

### Dimensioni
Pipistrello di medio-piccole dimensioni, con la lunghezza totale tra 64 e 70 mm, la lunghezza dell'avambraccio tra 45 e 50 mm, la lunghezza delle orecchie tra 11 e 12 mm e un peso fino a 18 g.

### Caratteristiche craniche e dentarie
Il cranio presenta un rostro corto e stretto che sale gradualmente verso la scatola cranica, la quale è relativamente lunga e arrotondata. È privo dei fori post-orbitali.
Sono caratterizzati dalla seguente formula dentaria:

### Aspetto
La pelliccia è lunga e cosparsa di peli più lunghi sui lati del dorso. Gli arti inferiori, il primo terzo dorsale dell'avambraccio, i piedi e le loro dita sono densamente ricoperti di peli. Il colore generale del corpo è bruno-nerastro, con delle macchie più chiare su ogni spalla. Il muso è corto e tronco, con le narici leggermente tubulari lunghe circa 4 mm. Le orecchie sono nerastre, prive di peli e con i margini leggermente ispessiti. Il pollice è relativamente allungato. Le membrane alari, nerastre, sono attaccate posteriormente al primo dito del piede. È privo della coda, dell'uropatagio e del calcar.

## Biologia

### Alimentazione
Si nutre di piccoli frutti, in particolare quelli del genere Melastoma.

### Riproduzione
Le femmine danno alla luce un piccolo all'anno.

## Distribuzione e habitat
Questa specie è conosciuta soltanto sul Monte Kitanglad, provincia di Bukidnon, sull'isola di Mindanao, nelle Filippine. Probabilmente è presente anche sul vicino Monte Kalatungan.
Vive nelle foreste primarie e umide tra i 1.450 e i 2.250 metri di altitudine.

## Conservazione
La IUCN Red List, nonostante l'Areale ristrettissimo, classifica A. paucidentata come specie a rischio minimo (Least Concern)), poiché la popolazione è numerosa e l'habitat delle foreste umide montane non è particolarmente minacciato dalla deforestazione.